# سفارة إستونيا في التشيك
سفارة إستونيا في التشيك هي أرفع تمثيل دبلوماسي لدولة إستونيا لدى التشيك. تقع السفارة في وهي تهدف لتعزيز المصالح الإستونية في التشيك.

## وصلات خارجية
- قائمة سفارات إستونيا
- قائمة السفارات في التشيك